# 白沙圩乡
白沙圩乡，是中华人民共和国湖南省郴州市宜章县下辖的一个乡镇级行政单位。

## 行政区划
白沙圩乡下辖以下地区：
腊园村、对江水村、白沙圩村、桐木湾村、洛角塘村、才口村、自生村、黄竹冲村、皂角村、坦灵祠村、上峰村、桥头村、石燕冲村、山门村、湖洋尾村、圣公坛村、邝里洞村和张家寮村。